# 탈관료제화
탈관료제화(脫官僚制化)는 현대사회에서 관료제 성격이 약화되는 현상이다. 현대사회에서 관료제는 약화되며, 새로운 조직 형태로 변화된다. 오늘날과 같은 세계화 · 정보화 시대에는 관료제가 오히려 조직의 목적 달성을 방해하는 요소가 많기 때문이다. 세계화에 발맞추기 위해서는 경쟁력 강화가 요구되는데, 이러한 정보사회에서의 경쟁력은 인간의 창의성에서 나온다. 그런데 기존의 관료제는 빠르게 변화하는 사회에 유연하게 대처하기 어려우며, 인간의 창의성을 극대화하기도 어렵다. 그것은 관료제의 속성상 안정적이기는 하지만 다소 경직된 조직이기 때문이다.
규약과 절차를 강조하는 관료제에서 벗어난 새로운 조직은 상황이나 목적에 따라 자유롭게 구성 · 해체되는 유연성을 갖고 있으며, 위계 서열적 관계에서 벗어난 수평적 관계에서 자유로운 의사소통과 빠른 업무처리 기능을 가능하게 한다. 또한, 연공서열주의에서 벗어나 목표 달성을 중심으로 한 능력과 성과에 따라 승진과 임금이 결정된다. 결과적으로 새로운 조직은 개인과 조직의 경쟁력을 강화하고 창의력을 신장시킬 수 있다. 하지만, 이와 같은 조직은 목적 달성에는 효율적이지만, 한편으로는 미래예측성이나 안정성 등이 떨어져 개인에게 심리적 불안감을 주기도 한다.